# Brycinus jacksonii
Brycinus jacksonii е вид лъчеперка от семейство Alestidae. Видът е застрашен от изчезване.

## Разпространение
Разпространен е в Бурунди, Демократична република Конго, Танзания и Уганда.

## Описание
На дължина достигат до 27 cm.
Популацията на вида е намаляваща.